# Maxim Lapierre
Maxim Lapierre (* 29. března 1985, Saint Leonard, Québec) je bývalý kanadský profesionální lední hokejista, který odehrál přes 600 zápasů v NHL.

## Kariéra
Byl draftován v roce 2003 v druhém kole Montrealem. Svůj první zápas odehrál 15. listopadu 2005 proti Floridě Panthers. Během sezóny 2006/07 nastupoval i za farmu Montrealu Hamilton Bulldogs. Za Montreal hrál do roku 2011, poté odehrál 21 zápasů za Anaheim Ducks. Následovaly tři ročníky v Vancouver Canucks, za který odehrál 153 utkání.
Před ročníkem 2013/14 podepsal dvouletou smlouvu s týmem St. Louis Blues a poté působil v Pittsburgh Penguins. V roce 2015 odešel do Evropy, kde hrál ve švédské a švýcarské lize, než v dresu Eisbären Berlin ukončil po sezóně 2019/20 kariéru.

## Klubové statistiky
| Sezona     | Klub                | Soutěž     | Základní část | Základní část | Základní část | Základní část | Základní část | Play off | Play off | Play off | Play off | Play off |
| Sezona     | Klub                | Soutěž     | Z             | G             | A             | B             | TM            | Z        | G        | A        | B        | TM       |
| ---------- | ------------------- | ---------- | ------------- | ------------- | ------------- | ------------- | ------------- | -------- | -------- | -------- | -------- | -------- |
| 2001–02    | Cap-de-la-Madeleine | QAAA       | 42            | 14            | 27            | 41            | 44            | 10       | 3        | 5        | 8        | 16       |
| 2001–02    | Montreal Rocket     | QMJHL      | 9             | 2             | 0             | 2             | 2             | —        | —        | —        | —        | —        |
| 2002–03    | Montreal Rocket     | QMJHL      | 72            | 22            | 21            | 43            | 55            | 7        | 1        | 3        | 4        | 6        |
| 2003–04    | PEI Rocket          | QMJHL      | 67            | 25            | 36            | 61            | 138           | 11       | 7        | 2        | 9        | 14       |
| 2004–05    | PEI Rocket          | QMJHL      | 69            | 25            | 27            | 52            | 139           | —        | —        | —        | —        | —        |
| 2005–06    | Hamilton Bulldogs   | AHL        | 73            | 13            | 23            | 36            | 214           | —        | —        | —        | —        | —        |
| 2005–06    | Montreal Canadiens  | NHL        | 1             | 0             | 0             | 0             | 0             | —        | —        | —        | —        | —        |
| 2006–07    | Hamilton Bulldogs   | AHL        | 37            | 11            | 13            | 24            | 59            | 22       | 6        | 6        | 12       | 41       |
| 2006–07    | Montreal Canadiens  | NHL        | 46            | 6             | 6             | 12            | 24            | —        | —        | —        | —        | —        |
| 2007–08    | Hamilton Bulldogs   | AHL        | 19            | 7             | 7             | 14            | 63            | —        | —        | —        | —        | —        |
| 2007–08    | Montreal Canadiens  | NHL        | 53            | 7             | 11            | 18            | 60            | 12       | 0        | 3        | 3        | 6        |
| 2008–09    | Montreal Canadiens  | NHL        | 79            | 15            | 13            | 28            | 76            | 4        | 0        | 0        | 0        | 26       |
| 2009–10    | Montreal Canadiens  | NHL        | 76            | 7             | 7             | 14            | 61            | 19       | 3        | 1        | 4        | 20       |
| 2010–11    | Montreal Canadiens  | NHL        | 38            | 5             | 3             | 8             | 63            | —        | —        | —        | —        | —        |
| 2010–11    | Anaheim Ducks       | NHL        | 21            | 0             | 3             | 3             | 9             | —        | —        | —        | —        | —        |
| 2010–11    | Vancouver Canucks   | NHL        | 19            | 1             | 0             | 1             | 8             | 25       | 3        | 2        | 5        | 66       |
| 2011–12    | Vancouver Canucks   | NHL        | 82            | 9             | 10            | 19            | 130           | 5        | 0        | 1        | 1        | 16       |
| 2012–13    | Vancouver Canucks   | NHL        | 48            | 4             | 6             | 10            | 44            | 4        | 0        | 0        | 0        | 6        |
| 2013–14    | St. Louis Blues     | NHL        | 71            | 9             | 6             | 15            | 78            | 6        | 1        | 1        | 2        | 4        |
| 2014–15    | St. Louis Blues     | NHL        | 45            | 2             | 7             | 9             | 16            | —        | —        | —        | —        | —        |
| 2014–15    | Pittsburgh Penguins | NHL        | 35            | 0             | 2             | 2             | 16            | 5        | 0        | 0        | 0        | 0        |
| 2015–16    | MODO Hockey         | SHL        | 34            | 8             | 11            | 19            | 34            | —        | —        | —        | —        | —        |
| 2015–16    | HC Lugano           | NLA        | 6             | 2             | 2             | 4             | 37            | 15       | 1        | 3        | 4        | 88       |
| 2016–17    | HC Lugano           | NLA        | 28            | 8             | 8             | 16            | 79            | 10       | 2        | 5        | 7        | 38       |
| 2017–18    | HC Lugano           | NL         | 49            | 15            | 20            | 35            | 56            | 18       | 10       | 13       | 23       | 12       |
| 2018–19    | HC Lugano           | NL         | 45            | 9             | 20            | 29            | 112           | 4        | 1        | 1        | 2        | 16       |
| 2019–20    | Eisbären Berlín     | DEL        | 50            | 11            | 23            | 34            | 30            | —        | —        | —        | —        | —        |
| NHL celkem | NHL celkem          | NHL celkem | 614           | 65            | 74            | 139           | 586           | 80       | 7        | 8        | 15       | 144      |